# Diamond Princess
O Diamond Princess é um navio de cruzeiro de propriedade e operado pela Princess Cruises. Iniciou suas operações em março de 2004 e realiza principalmente cruzeiros na Ásia durante o verão no hemisfério norte e na Austrália durante o verão no hemisfério sul. É uma subclasse da classe Grand, que também é conhecida como classe Gem. O Diamond Princess e seu navio irmão, Sapphire Princess, são a subclasse mais ampla de navios da classe Grand, pois possuem uma Boca náutica 37.5 metros, enquanto todos os outros navios da classe Grand têm uma Boca náutica de 36 metros. o Diamond Princess e o Sapphire Princess foram construídas em Nagasaki, Japão, pela Mitsubishi Heavy Industries.

## Construção
O navio foi originalmente concebido para ser batizado de Sapphire Princess. No entanto, a construção do navio originalmente destinado a se chamar Diamond Princess (atualmente navegando como Sapphire Princess) foi adiado quando um incêndio varreu seus conveses durante a construção. Como a conclusão do navio agora danificado seria adiado por algum tempo, seu navio irmão, que também estava em construção, foi renomeado para Diamond Princess. A troca de nome ajudou a manter a data de entrega do Diamond Princess no prazo. Foi o primeiro navio da Princess Cruises a ser construído em um estaleiro japonês e não possui a "asa" ou "spoiler" na parte traseira, que pode ser visto no Caribbean Princess.

## Maquinaria
A planta diesel-elétrica do Diamond Princess possui quatro geradores a diesel e um gerador de turbina a gás. Os geradores a diesel são os motores common rail da série Wärtsilä 46, duas configurações retas de 9 cilindros (9L46) e duas configurações retas de 8 cilindros (8L46). Os motores de 8 e 9 cilindros podem produzir aproximadamente 8.500 kW (11.400 hp) e 9.500 kW (12.700 hp) de potência, respectivamente. Esses motores são abastecidos com óleo combustível pesado (HFO ou bunker c) e óleo de gás marinho (MGO), dependendo dos regulamentos locais sobre emissões, pois o MGO produz emissões muito mais baixas, mas é muito mais caro. O gerador de turbina a gás é um General Electric LM2500, produzindo um pico de 25.000 kW (34.000 hp) de energia alimentada pelo MGO. Esse gerador é muito mais caro do que os geradores a diesel e é usado principalmente em áreas como o Alasca, onde os regulamentos de emissões são rígidos. Também é usado quando é necessária alta velocidade para chegar a um porto em um período mais curto. Existem dois motores elétricos de propulsão que acionam hélices de passo fixo e seis propulsores usados durante as manobras; três arco e três popa. Os motores elétricos de propulsão (PEMs) são motores síncronos convencionais fabricados pela Alstom Motors. Os dois motores têm capacidade nominal de 20 MW e velocidade máxima de 154 rpm. (Velocidade nominal de 0-145 rpm.)
Em junho de 2017, o Diamond Princess foi adaptado com um sistema de lubrificação de ar do casco para reduzir o consumo de combustível e as emissões de CO2.

## Áreas de cruzeiro
Antes de 2014, o Diamond Princess alternava as viagens ao norte e ao sul dos cruzeiros das geleiras durante os meses do norte do verão e no verão do sul, navegava da Austrália a Nova Zelândia. A partir de 2014, realizou cruzeiros de Yokohama para Tóquio ou Kobe no verão do norte.
Para a temporada 2016 - 2017, viajou de cruzeiros de ida e volta nos meses de inverno do norte de Cingapura. Kota Kinabalu foi adicionado como parte de seu destino, juntamente com o porto vietnamita de Nha Trang em dezembro de 2016. Retomou a viagem de Sydney para a temporada 2017 - 2018.
Após os cruzeiros na Austrália a Nova Zelândia em 2018, o Diamond Princess foi reposicionada no sudeste da Ásia durante a maior parte de 2018, variando entre Japão, Coreia do Sul, Singapura, Vietnã, Taiwan e Malásia. Prevê-se que permaneça no sudeste da Ásia (predominantemente nas águas japonesas) até o início de 2021.

## Casos de SARS-CoV-2 (COVID-19)
Em 4 de fevereiro de 2020, o navio estava nas águas japonesas quando dez passageiros foram diagnosticados com o novo coronavírus de 2019 durante a epidemia de pneumonia por novo coronavírus de 2019–2020. Um total de 3.700 passageiros e tripulantes foram colocados em quarentena pelo Ministério da Saúde, Trabalho e Bem-Estar do Japão pelo que era esperado um período de 14 dias, próximo ao Porto de Yokohama. Em 7 de fevereiro, o número total de pessoas a bordo com infecções confirmadas pelo novo coronavírus aumentou para 61. Em 11 de fevereiro, o número de infectados subiu para 174. Em 13 de fevereiro, o número de infectados subiu para 219, e em 16 de fevereiro, subiu para 355 casos. Dois dias depois, no dia 18 de fevereiro, o número de casos confirmados alcançou 542. No dia seguinte, 19, subiu para 621 casos.